# Pyriglena leuconota
El ojodefuego dorsiblanco (Pyriglena leuconota),  es una especie de ave paseriforme de la familia Thamnophilidae perteneciente al género Pyriglena; dos especies antes incluidas en la presente, el ojodefuego occidental (Pyriglena maura) y el ojodefuego del Tapajós (Pyriglena similis) fueron separadas en 2017. Es endémica de Brasil.

## Distribución y hábitat
Se distribuye en el este de la Amazonia brasileña, a oriente del río Xingu y en el noreste de Brasil.
Esta especie es considerada bastante común en su hábitat natural: el sotobosque de selvas húmedas, localmente también en tierras bajas adyacentes y en bosques más caducifolios, principalmente debajo de los 600 m de altitud. También es encontrada en los bordes de bosque y, además, en claros arbolados, a menos de 3 m del suelo.

## Descripción
Mide entre 16 y 18 cm de longitud y pesa entre 26 y 36 g. Presenta iris rojo brillante. El plumaje del macho es negro brillante; el de la hembra varía mucho dependiendo de la región, en general es de color marrón, con la parte inferior más clara y cola y zona alrededor del ojo negruzcas. Ambos géneros presentan una parche dorsal blanco, que se aprecia como una franja en la nuca.

## Comportamiento

### Alimentación
Se alimenta de insectos. También come pequeñas lagartijas y moluscos. Sigue a las hormigas guerreras para capturar las presas que huyen, entre el follaje y en el suelo.

### Reproducción
Construye en el suelo, sobre la hojarasca, un nido en forma de horno abultado, con hojas secas de palmas y ramas pequeñas, Selaginella y raicillas. La hembra pone dos huevos. La incubación es realizada por ambos padres y dura por lo menos 12 días. Los pichones abandonan el nido a los 10 u 11 días

## Sistemática

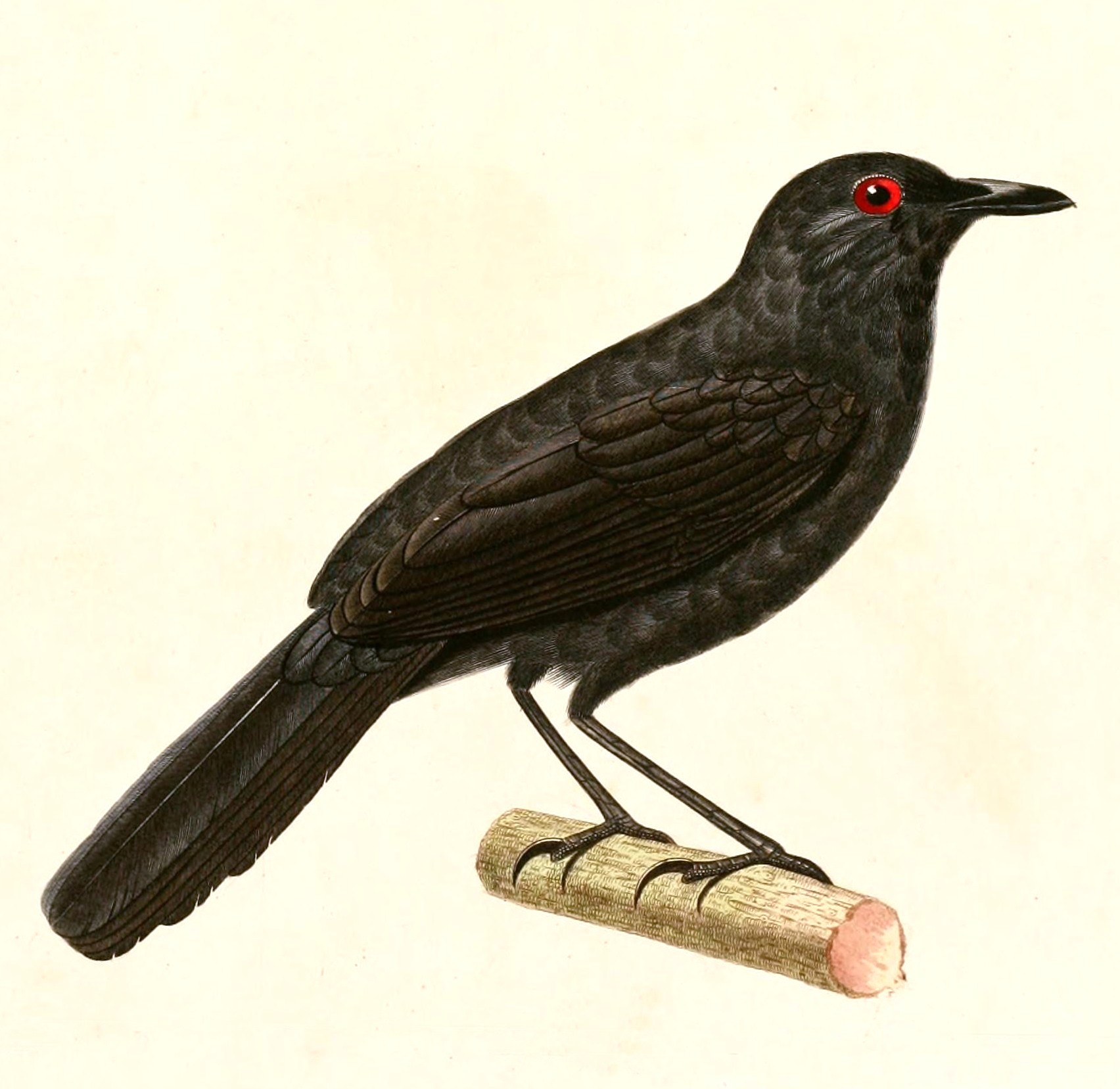
Thamnophilus aterrimus = Pyriglena leuconota, macho, ilustración en d'Orbigny Voyage dans l'Amérique méridionale, 1847.

### Descripción original
La especie P. leuconota fue descrita por primera vez por el naturalista alemán Johann Baptist von Spix en 1824 bajo el nombre científico Myothera leuconota; su localidad tipo es: «Pará, Brasil».

### Etimología
El nombre genérico femenino «Pyriglena» se compone de las palabras del griego «πυρ pur, πυρος puros»: fuego y «γληνη glēnē»: ojos, significando «de ojos de fuego»; y el nombre de la especie «leuconota», se compone de las palabras del griego «λευκος leukos»: blanco  y «νωτος nōtos»: de espalda; significando «de espalda blanca».

### Taxonomía
Algunas veces ha sido tratada como conespecífica con Pyriglena leucoptera y/o con P. atra. Las poblaciones de la presente especie parecen envolver más de una especie; por otro lado, algunas subespecies pueden representar apenas variaciones clinales en el plumaje. La investigación de la estructura genética dentro de las poblaciones a lo largo del río Tocantins, en el sureste de la cuenca amazónica, ha suministrado fuerte respaldo a la hipótesis de que este río ha sido una barrera histórica promoviendo divergencias populacionales para este hormiguero.
Un estudio de filogenia molecular identificó cinco clados bien definidos dentro del género Pyriglena. Utilizando esta agrupación filogénica como base, un estudio reciente de Isler & Maldonado-Coelho (2017), de las vocalizaciones de las diferentes subespecies, sugería que el grupo de subespecies P. leuconota maura, de la región andina y del sur-occidente de Brasil, este de Bolivia y norte de Paraguay, y la subespecie P. leuconota similis del centro sur de la Amazonia brasileña, podrían ser separadas como especies plenas. Adicionalmente, el estudio identificó algunas incertidumbres taxonómicas en relación con las subespecies, que precisan ser mejor elucidadas. En la Propuesta N° 759 al Comité de Clasificación de Sudamérica (SACC) se aprobó la elevación al rango de especies del ojodefuego occidental Pyriglena maura y del ojodefuego del Tapajós Pyriglena similis.

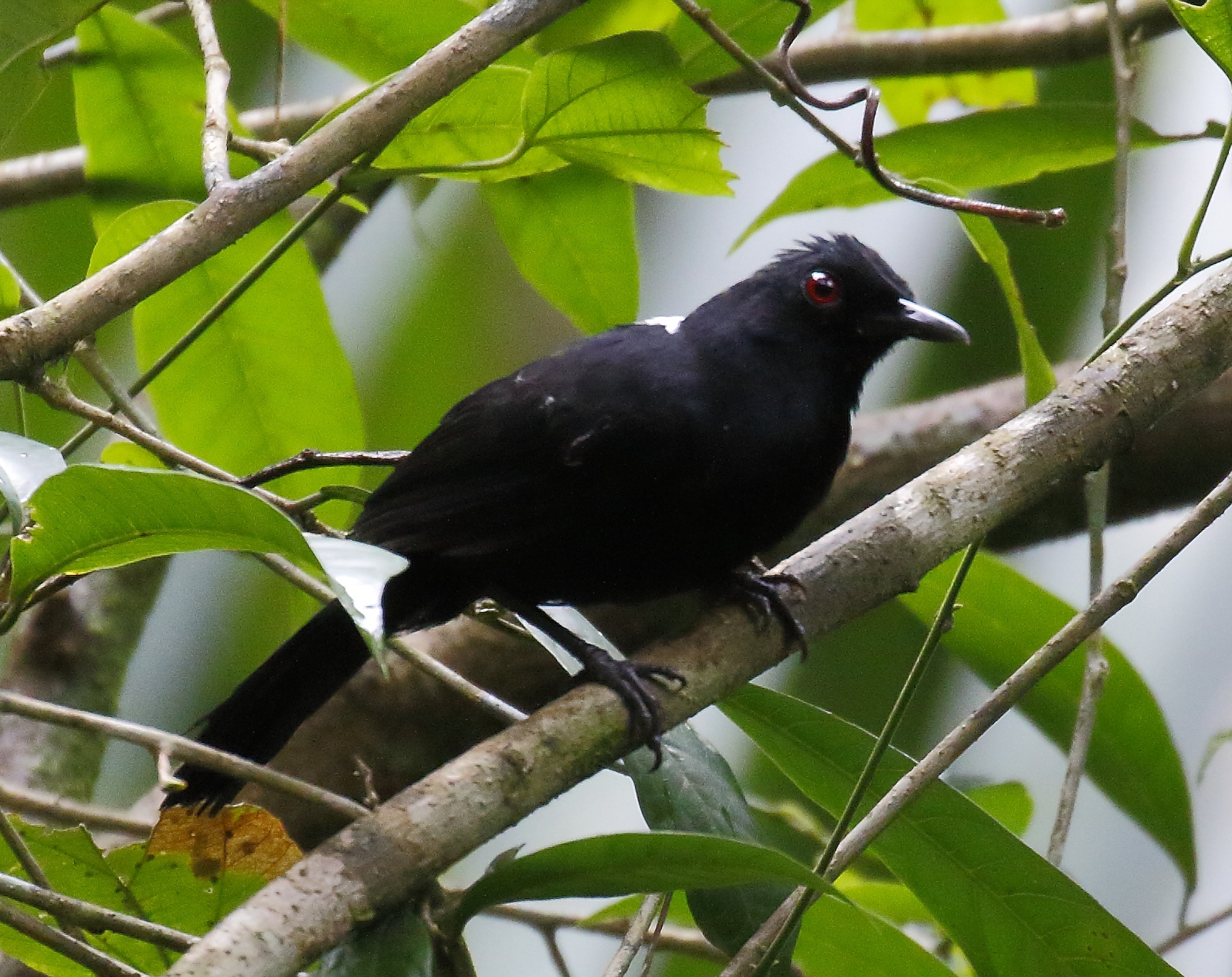
Pyriglena leuconota pernambucensis, macho, en Pilar, Alagoas, Brasil.

La subespecie P. leuconota pernambucensis es considerada como la especie separada Pyriglena pernambucensis apenas por el Comité Brasileño de Registros Ornitológicos (CBRO), con base en los estudios de Maldonado-Coelho et al. (2013).

### Subespecies
Según las clasificaciones del Congreso Ornitológico Internacional (IOC) y Clements Checklist/eBird v.20121, se reconocen tres subespecies, con su correspondiente distribución geográfica,
- Pyriglena leuconota interposita Pinto, 1947 – este de Pará desde el Xingú hacia el este hasta el Tocantins.
- Pyriglena leuconota leuconota (Spix, 1824) – este de Pará (a oriente del Tocantins) y norte de Maranhão.
- Pyriglena leuconota pernambucensis J.T. Zimmer, 1931 – noreste de Brasil (este de Pernambuco, este de Alagoas).